# (8593) Angustirostris
(8593) Angustirostris es un asteroide que forma parte del cinturón de asteroides y fue descubierto por Ingrid van Houten-Groeneveld, Cornelis Johannes van Houten y Tom Gehrels el 25 de marzo de 1971 desde el observatorio del Monte Palomar, Estados Unidos.

## Designación y nombre
Angustirostris recibió al principio la designación de 2186 T-1. Recibe su nombre de Marmaronetta angustirostris, también llamada Anas angustirostris, pato jaspeado o cerceta jaspeada.

## Características orbitales
Angustirostris orbita a una distancia media del Sol de 3,105 ua, pudiendo alejarse hasta 3,435 ua y acercarse hasta 2,775 ua. Su inclinación orbital es 12,564 grados y la excentricidad 0,106. Emplea 1998,44 días en completar una órbita alrededor del Sol.
Los próximos acercamientos a la órbita de Júpiter ocurrirán el 6 de septiembre de 2033, el 7 de mayo de 2094 y el 18 de mayo de 2104.

## Características físicas
La magnitud absoluta de Angustirostris es 12,47. 